# Sian Heder
Sian Heder (/ˈʃɑːn ˈheɪdər/; 23 de junho de 1977) é uma cineasta e roteirista estadunidense. Ela se tornou conhecida por escrever e dirigir o filme de drama CODA (2021), que lhe rendeu o Oscar e BAFTA na categoria de melhor roteiro adaptado.

## Carreira
Formada pela Carnegie Mellon School of Drama, mudou-se para Hollywood para se tornar atriz e roteirista enquanto trabalhava para uma agência de babás. Na agência, trabalhou para hóspedes com filhos hospedados em hotéis quatro estrelas e suas experiências inspiraram seu primeiro curta-metragem, Mother (2005). Com este curta, ganhou o Grande Prêmio do Júri do Festival de Cinema de Flórida.
Em 2010, Heder ganhou o prêmio Peabody, junto com seus colegas roteiristas, por seu trabalho na aclamada série de televisão Men of a Certain Age. Ela também escreveu alguns episódios de Orange Is the New Black entre a primeira e terceira temporada. Em 2016, dirigiu Tallulah, lançado no Festival Sundance de Cinema.
Em 2021, realizou seu trabalho mais conhecido, CODA. Por este filme, foi indicada a inúmeros prêmios de grande visibilidade, como o Oscar de melhor roteiro adaptado.